# Punica protopunica
Punica protopunica är en fackelblomsväxtart som beskrevs av Isaac Bayley Balfour. Punica protopunica ingår i släktet granatäpplen, och familjen fackelblomsväxter. Arten är endemisk till den jemenitiska ön Sokotra. Inga underarter finns listade i Catalogue of Life.

## Bildgalleri

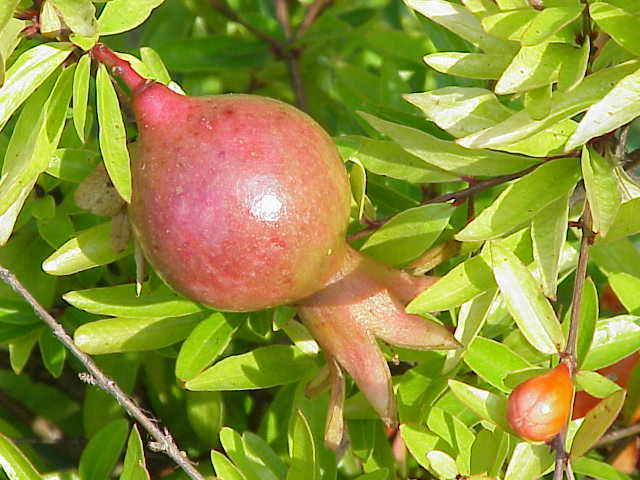
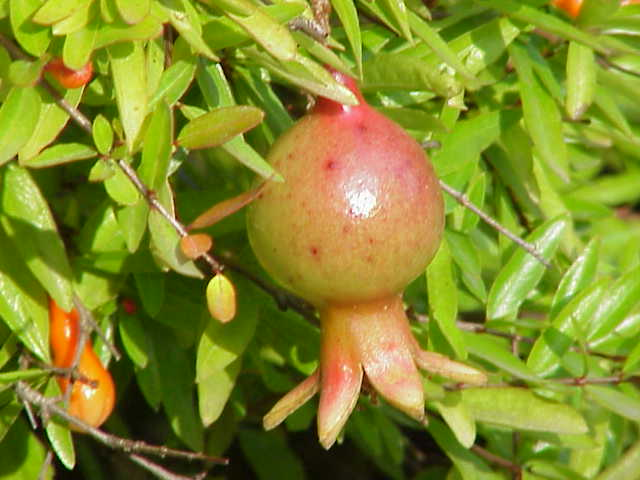
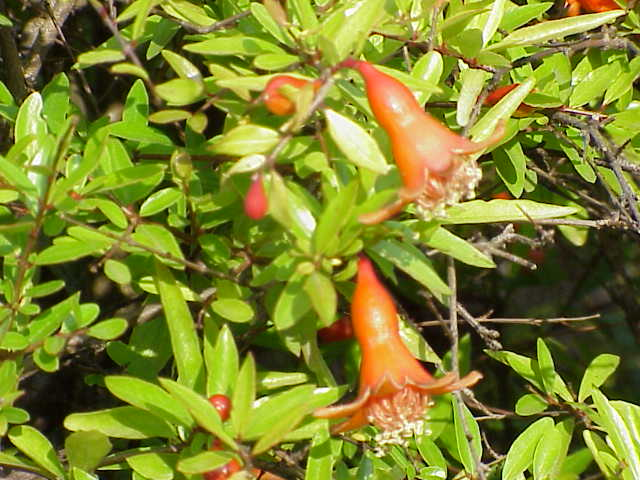
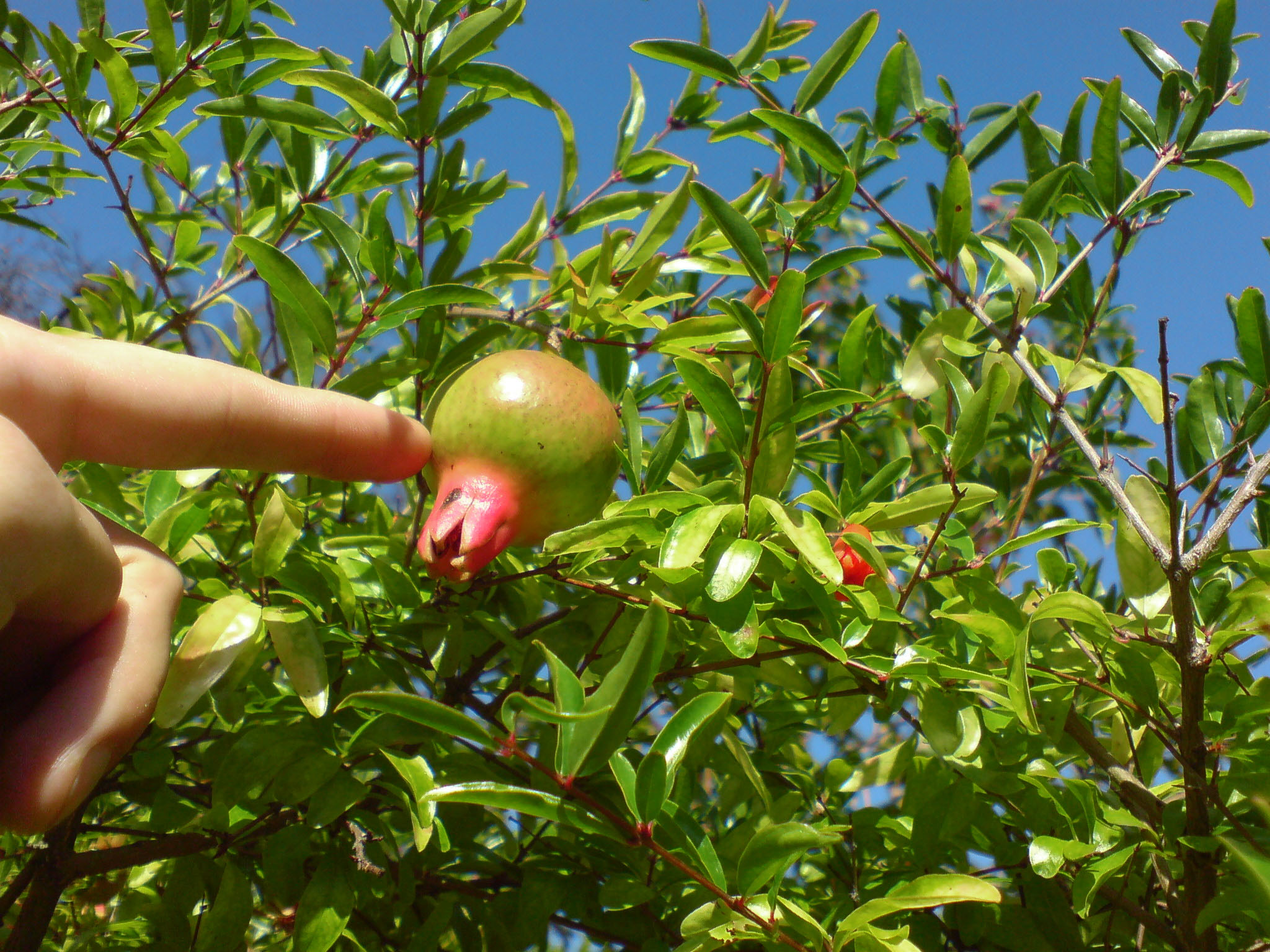
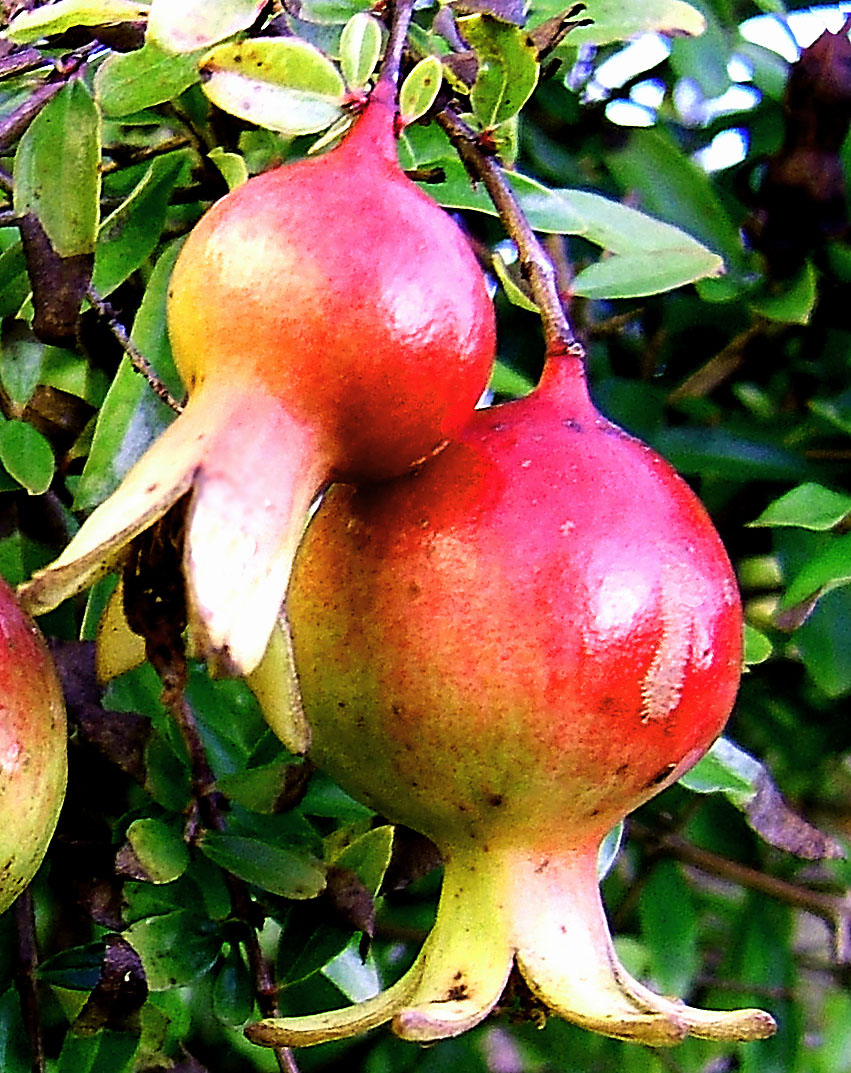
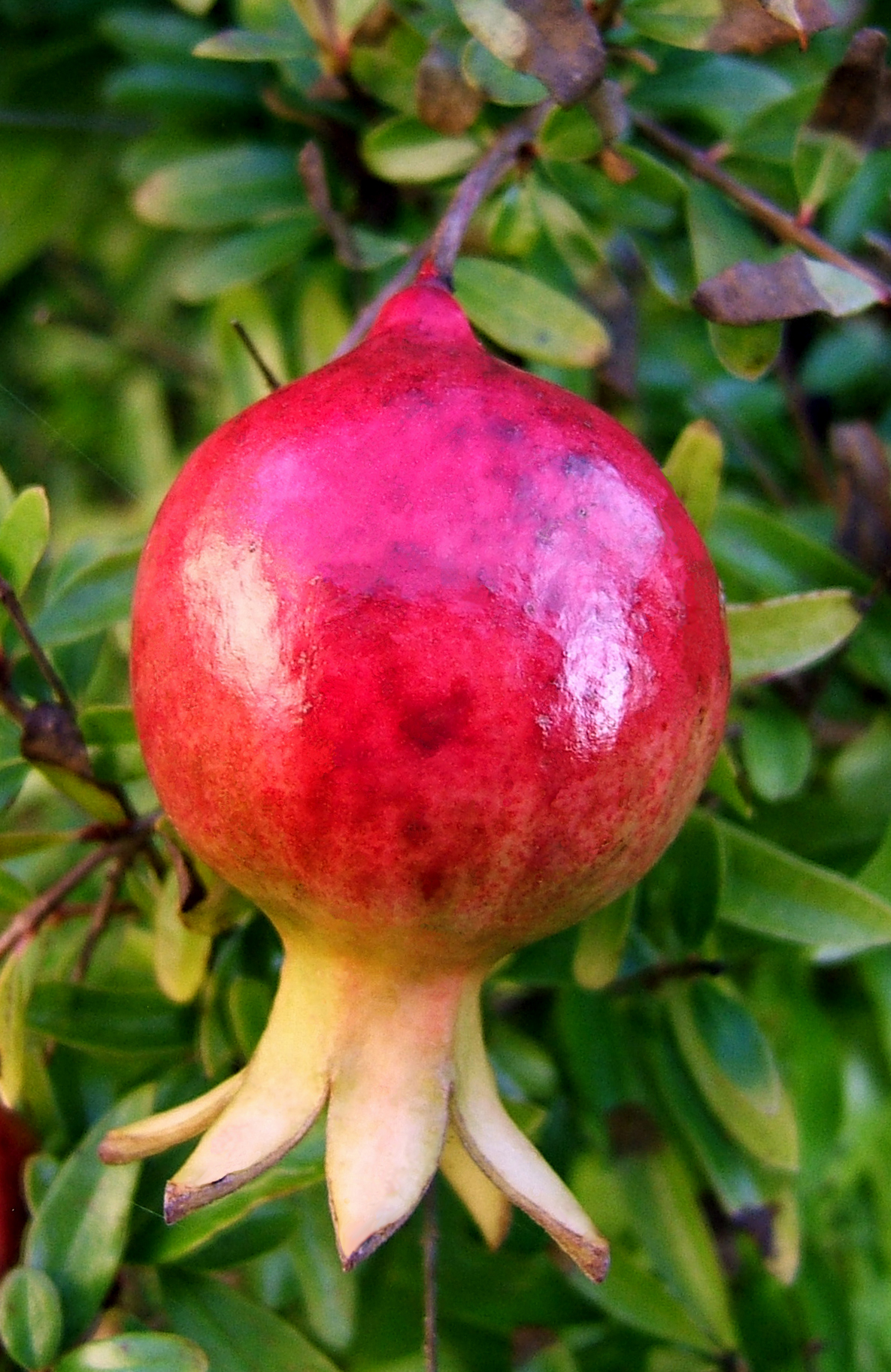